# Dukhtaran-e-Millat
Dukhtaran-e-Millat o Duktarani-Millat (Filles de la Nació) és un conjunt de dones que defensa la gihad per establir la llei islàmica al Caixmir i la secessió de Jammu i Caixmir de l'Índia. És una organització frontal dels Mujahidins Hizbul, un grup militant gihadista.
El grup va ser fundat l'any 1987 i està encapçalat per Asiya Andrabi, una autodenominada "feminista islàmica". Durant la militància del Caixmir a principis de la dècada de 1990, el grup va emetre amenaces a les dones que no portaven vel facial i burqa, algunes de les quals van ser víctimes d'atacs amb àcid.
El govern de l'Índia l'ha designat com a organització terrorista i continua prohibida a partir del 2018.